# Popis hrvatskih veleposlanika u Republici Koreji
Republika Hrvatska i Republika Koreja održavaju diplomatske odnose od 18. studenoga 1992. Sjedište veleposlanstva je u Seulu.

## Veleposlanici
Veleposlanstvo Republike Hrvatske u Republici Koreji osnovano je odlukom predsjednice Republike od 27. travnja 2015.
| Veleposlanik   | Postavljenje      | Opoziv              | Sjedište |
| -------------- | ----------------- | ------------------- | -------- |
| Anđelko Šimić  | 5. prosinca 1995. | 1. listopada 1997.  | Tokio    |
| Davorin Mlakar | 21. srpnja 1998.  | 31. listopada 2000. | Tokio    |
| Drago Buvač    | 6. prosinca 2001. | 31. listopada 2005. | Tokio    |
| Drago Štambuk  | 13. veljače 2006. | 31. prosinca 2010.  | Tokio    |
| Mira Martinec  | 21. srpnja 2011.  | 31. listopada 2015. | Tokio    |
| Damir Kušen    | 1. rujna 2018.    |                     | Seul     |

## Vanjske poveznice
- Republika Koreja na stranici MVEP-a